# Voleibol de praia nos Jogos Olímpicos de Verão de 2008 - Feminino

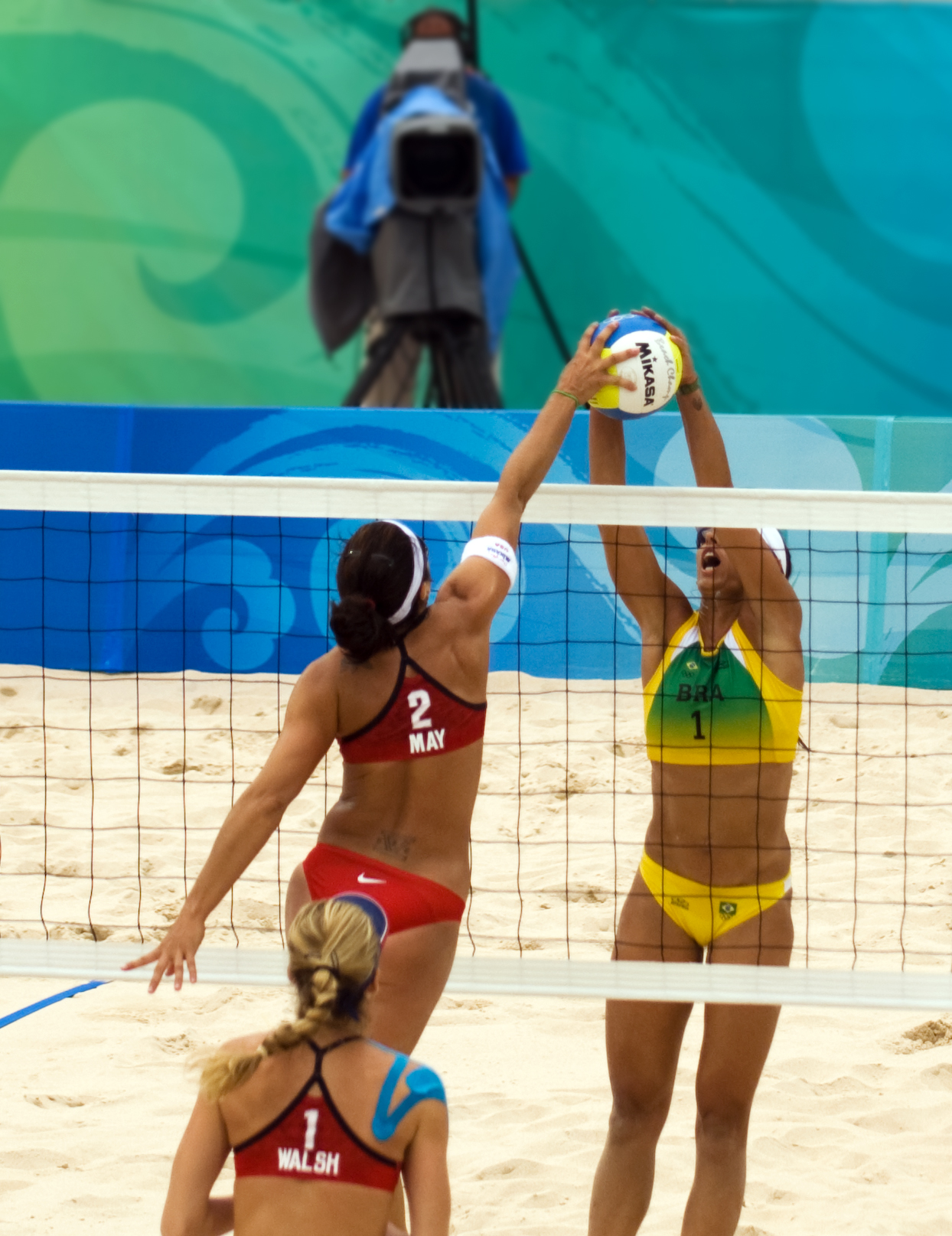
Misty May-Treanor, dos EUA, ataca contra o bloqueio de Ana Paula do Brasil. Kerri Walsh observa.

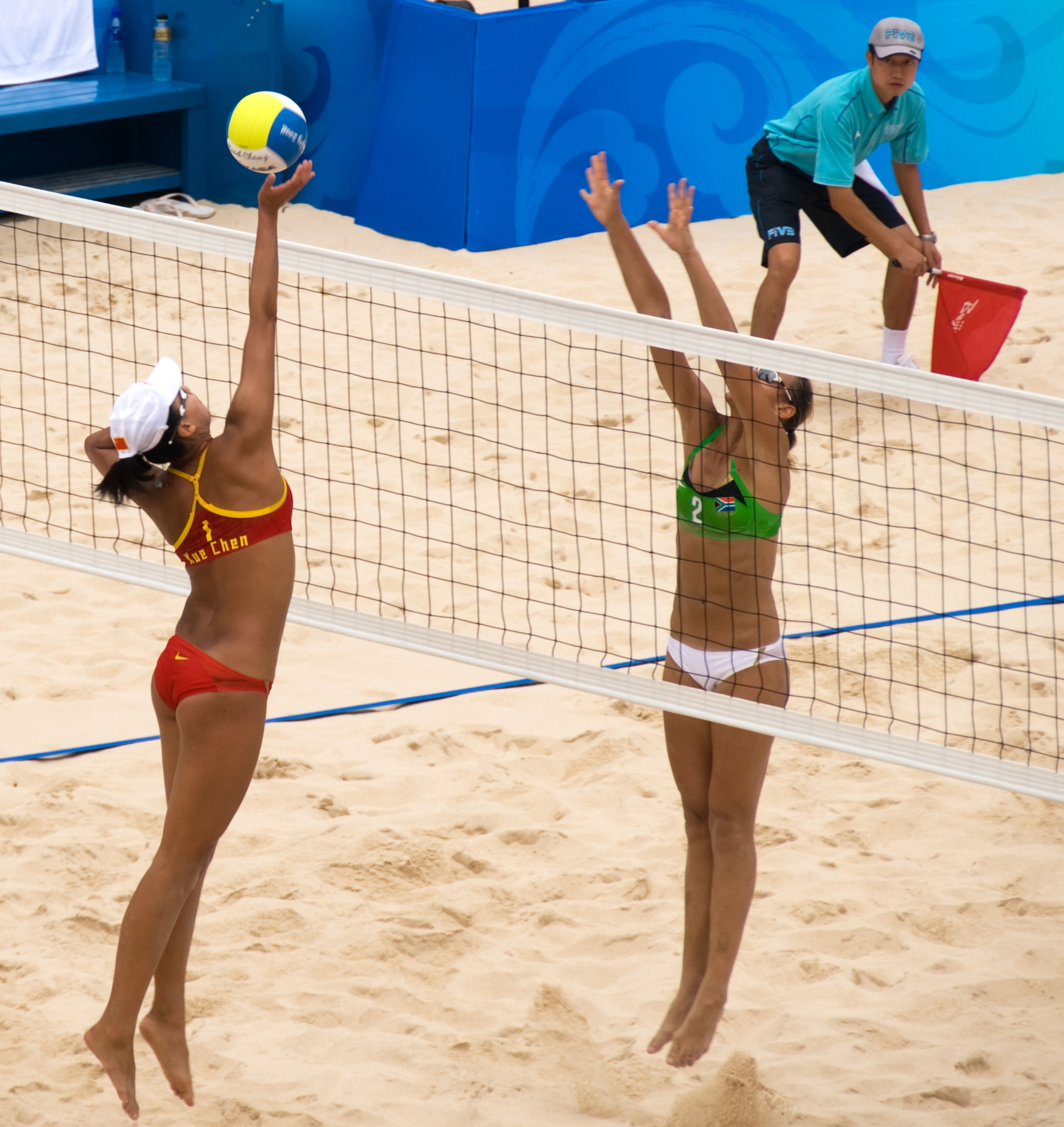
Xue Chen, da China, com a bola e o bloqueio de Vita Nel da África do Sul.

O torneio feminino de voleibol de praia nos Jogos Olímpicos de Verão de 2008 foi realizado entre 9 e 22 de Agosto de 2008 na Arena Chao Yang Park de Vôlei de Praia, no Parque Chao Yang.

## Medalhistas
| Ouro   | USA Kerri Walsh e Misty May-Treanor |
| Prata  | CHN Tian Jia e Wang Jie             |
| Bronze | CHN Xue Chen e Zhang Xi             |

## Qualificação
As oito melhores equipas a terminarem o Circuito Mundial (2007 e 2008), Campeonato Mundial (2007) e nas finais dos Campeonatos Continentais (reconhecido pela FIVB) entre 1 de Janeiro de 2007 e 20 de Julho de 2008, a contar para qualificação olímpica para os Jogos Olímpicos .
Foram 24 equipas a competir nos Jogos Olímpicos, com um máximo de duas equipas por país.
O Brasil teve quatro equipas no top 10 do ranking olímpico, mas apenas duas equipes de cada país podem participar. Também a Alemanha, os Estados Unidos, e os Países Baixos tinham três equipes cada um no top 24.

## Equipas qualificadas
Este foi o ranking definido pela FIVB para as duplas de voleibol de praia para os Jogos Olímpicos:
| Rank | Nº | Equipa                       | País               |
| ---- | -- | ---------------------------- | ------------------ |
| 1    | 1  | Walsh - May-Treanor          | USA Estados Unidos |
| 2    | 2  | Tian Jia - Wang              | CHN China          |
| 3    | 3  | Larissa - Ana Paula[a]       | BRA Brasil         |
| 4    | 4  | Xue - Zhang Xi               | CHN China          |
| 5    | 5  | Branagh - Youngs             | USA Estados Unidos |
| 6    | 6  | Talita - Renata              | BRA Brasil         |
| 9    | 7  | Karantasiou - Arvaniti       | GRE Grécia         |
| 11   | 8  | Goller - Ludwig              | GER Alemanha       |
| 12   | 9  | Pohl - Rau                   | GER Alemanha       |
| 13   | 10 | Barnett - Cook               | AUS Austrália      |
| 16   | 11 | Håkedal - Torlen             | NOR Noruega        |
| 20   | 12 | Maaseide - Glesnes           | NOR Noruega        |
| 21   | 13 | Fernández - Larrea Peraza    | CUB Cuba           |
| 23   | 14 | Schwaiger - Schwaiger        | AUT Áustria        |
| 25   | 15 | Van Breedam - Mouha          | BEL Bélgica        |
| 26   | 16 | Esteves Ribalta - M. Crespo  | CUB Cuba           |
| 27   | 17 | Koutroumanidou - Tsiartsiani | GRE Grécia         |
| 28   | 18 | Uryadova - Shiryayeva        | RUS Rússia         |
| 29   | 19 | Kadijk - Mooren              | NED Países Baixos  |
| 30   | 20 | Kuhn - Schwer[b]             | SUI Suíça          |
| 31   | 21 | Candelas - García            | MEX México         |
| 32   | 22 | Teru Saiki - Kusuhara        | JPN Japão          |
| 33   | 23 | Saka - Rtvelo                | GEO Geórgia        |
| 81   | 24 | Augoustides - Nel            | RSA África do Sul  |

a. ^ Juliana foi substituída por Ana Paula na equipe brasileira por lesão de Juliana
b. ^ A dupla austríaca Montagnolli e Swoboda foi substituída pelas suíças Kuhn e Schwer, por razões médicas

### Países participantes
| - AUS Austrália (1) - AUT Áustria (1) - BEL Bélgica (1) - BRA Brasil (2) - CHN China (2) - CUB Cuba (2) | - GEO Geórgia (1) - GER Alemanha (2) - GRE Grécia (2) - JPN Japão (1) - MEX México (1) - NED Países Baixos (1) | - NOR Noruega (2) - RSA África do Sul (1) - RUS Rússia (1) - SUI Suíça (1) - USA Estados Unidos (2) |

## Primeira fase
A estrutura de jogos da primeira fase foi divulgada a 16 de Abril de 2008.
Cada uma das 6 equipas de topo foi disposta por cada um dos grupos. As restantes equipas foram distribuídas pelos grupos através de sorteio.
As duas melhores equipas de cada grupo avançou para os oitavos-finais. As equipas classificadas em 3º lugar de cada grupo foram ordenadas por pontos (Pts). O desempate foi, na ordem, pela divisão dos pontos marcados (PM) pelos pontos sofridos (PD) e pelo ranking da FIVB. As duas equipas melhor posicionadas foram automaticamente classificadas para os oitavos-de-final. As outras quatro equipas fizeram dois jogos (3ª x 6ª e 4ª x 5ª) e os vencedores passaram para a próxima fase.

### Grupo A
| Pos. | Equipa                  | Pts | V | D | PM  | PD  | PM / PD | SM | SD |
| ---- | ----------------------- | --- | - | - | --- | --- | ------- | -- | -- |
| 1    | CHN Tian Jia - Wang     | 6   | 3 | 0 | 146 | 126 | 1,159   | 6  | 2  |
| 2    | NOR Maaseide - Glesnes  | 5   | 2 | 1 | 130 | 121 | 1,074   | 5  | 2  |
| 3    | BEL Van Breedam - Mouha | 4   | 1 | 2 | 135 | 134 | 1,007   | 3  | 4  |
| 4    | SUI Kuhn - Schwer       | 3   | 0 | 3 | 126 | 126 | 1,000   | 0  | 6  |

| 9 de Agosto, 2008 9:00 | Maaseide - Glesnes NOR | 2 – 0             | BEL Van Breedam - Mouha | Arena Chao Yang Park de Vôlei de Praia Público: — Árbitro(s): GER Marc Hagener, GBR Damien Searle |
| 9 de Agosto, 2008 9:00 | 24 21 -                | Set 1 Set 2 Set 3 | 22 18 -                 | Arena Chao Yang Park de Vôlei de Praia Público: — Árbitro(s): GER Marc Hagener, GBR Damien Searle |

| 9 de Agosto, 2008 11:00 | Tian Jia - Wang CHN | 2 – 0             | SUI Kuhn - Schwer | Arena Chao Yang Park de Vôlei de Praia Público: 12.000 Árbitro(s): MEX Miguel Angel Ramirez, AUT Andrea Haas |
| 9 de Agosto, 2008 11:00 | 21 -                | Set 1 Set 2 Set 3 | 12 18 -           | Arena Chao Yang Park de Vôlei de Praia Público: 12.000 Árbitro(s): MEX Miguel Angel Ramirez, AUT Andrea Haas |

| 11 de Agosto, 2008 11:00 | Tian Jia - Wang CHN | 2 – 1             | BEL Van Breedam - Mouha | Arena Chao Yang Park de Vôlei de Praia Público: 9.450 Árbitro(s): USA Glenn Sapp, MEX Miguel Angel Ramirez |
| 11 de Agosto, 2008 11:00 | 18 21 15            | Set 1 Set 2 Set 3 | 21 19 13                | Arena Chao Yang Park de Vôlei de Praia Público: 9.450 Árbitro(s): USA Glenn Sapp, MEX Miguel Angel Ramirez |

| 11 de Agosto, 2008 14:00 | Maaseide - Glesnes NOR | 2 – 0             | SUI Kuhn - Schwer | Arena Chao Yang Park de Vôlei de Praia Público: 1.500 Árbitro(s): NZL Richard Casutt, FRA Marc Berard |
| 11 de Agosto, 2008 14:00 | 21 -                   | Set 1 Set 2 Set 3 | 11 17 -           | Arena Chao Yang Park de Vôlei de Praia Público: 1.500 Árbitro(s): NZL Richard Casutt, FRA Marc Berard |

| 13 de Agosto, 2008 11:00 | Tian Jia - Wang CHN | 2 – 1             | NOR Maaseide - Glesnes | Arena Chao Yang Park de Vôlei de Praia Público: 11.800 Árbitro(s): USA Glenn Sapp, GBR Damien Searle |
| 13 de Agosto, 2008 11:00 | 17 21 15            | Set 1 Set 2 Set 3 | 21 14 8                | Arena Chao Yang Park de Vôlei de Praia Público: 11.800 Árbitro(s): USA Glenn Sapp, GBR Damien Searle |

| 13 de Agosto, 2008 13:00 | Van Breedam - Mouha BEL | 2 – 0             | SUI Kuhn - Schwer | Arena Chao Yang Park de Vôlei de Praia Público: — Árbitro(s): JPN Takashi Fujii, USA Glenn Sapp |
| 13 de Agosto, 2008 13:00 | 21 -                    | Set 1 Set 2 Set 3 | 18 17 -           | Arena Chao Yang Park de Vôlei de Praia Público: — Árbitro(s): JPN Takashi Fujii, USA Glenn Sapp |

### Grupo B
| Pos. | Equipa                        | Pts | V | D | PM  | PD  | PM / PD | SM | SD |
| ---- | ----------------------------- | --- | - | - | --- | --- | ------- | -- | -- |
| 1    | USA Walsh - May-Treanor       | 6   | 3 | 0 | 126 | 85  | 1,482   | 6  | 0  |
| 2    | CUB Fernández - Larrea Peraza | 5   | 2 | 1 | 116 | 116 | 1,000   | 4  | 2  |
| 3    | NOR Håkedal - Tørlen          | 4   | 1 | 2 | 108 | 111 | 0,973   | 2  | 4  |
| 4    | JPN Teru Saiki - Kusuhara     | 3   | 0 | 3 | 88  | 126 | 0,698   | 0  | 6  |

| 10 de Agosto, 2008 9:00 | Walsh - May-Treanor USA | 2 – 0             | JPN Teru Saiki - Kusuhara | Arena Chao Yang Park de Vôlei de Praia Público: 7.530 Árbitro(s): GBR Damien Searle, CHN Lu Weiping |
| 10 de Agosto, 2008 9:00 | 21 -                    | Set 1 Set 2 Set 3 | 12 15 -                   | Arena Chao Yang Park de Vôlei de Praia Público: 7.530 Árbitro(s): GBR Damien Searle, CHN Lu Weiping |

| 10 de Agosto, 2008 14:00 | Håkedal - Tørlen NOR | 0 – 2             | CUB Fernández - Larrea Peraza | Arena Chao Yang Park de Vôlei de Praia Público: 6.150 Árbitro(s): GER Marc Hagener, SUI Jonas Personeni |
| 10 de Agosto, 2008 14:00 | 20 19 -              | Set 1 Set 2 Set 3 | 22 21 -                       | Arena Chao Yang Park de Vôlei de Praia Público: 6.150 Árbitro(s): GER Marc Hagener, SUI Jonas Personeni |

| 12 de Agosto, 2008 9:00 | Walsh - May-Treanor USA | 2 – 0             | CUB Fernández - Larrea Peraza | Arena Chao Yang Park de Vôlei de Praia Público: 9.550 Árbitro(s): GBR Damien Searle, CHN Lu Weiping |
| 12 de Agosto, 2008 9:00 | 21 -                    | Set 1 Set 2 Set 3 | 15 16 -                       | Arena Chao Yang Park de Vôlei de Praia Público: 9.550 Árbitro(s): GBR Damien Searle, CHN Lu Weiping |

| 12 de Agosto, 2008 12:00 | Håkedal - Tørlen NOR | 2 – 0             | JPN Teru Saiki - Kusuhara | Arena Chao Yang Park de Vôlei de Praia Público: 6.100 Árbitro(s): GER Marc Hagener, NZL Richard Casutt |
| 12 de Agosto, 2008 12:00 | 21 -                 | Set 1 Set 2 Set 3 | 8 18 -                    | Arena Chao Yang Park de Vôlei de Praia Público: 6.100 Árbitro(s): GER Marc Hagener, NZL Richard Casutt |

| 14 de Agosto, 2008 9:00 | Walsh - May-Treanor USA | 2 – 0             | NOR Håkedal - Tørlen | Arena Chao Yang Park de Vôlei de Praia Público: 6.500 Árbitro(s): GER Marc Hagener, SUI Jonas Personeni |
| 14 de Agosto, 2008 9:00 | 21 -                    | Set 1 Set 2 Set 3 | 12 15 -              | Arena Chao Yang Park de Vôlei de Praia Público: 6.500 Árbitro(s): GER Marc Hagener, SUI Jonas Personeni |

| 14 de Agosto, 2008 11:00 | Fernández - Larrea Peraza CUB | 2 – 0             | JPN Teru Saiki - Kusuhara | Arena Chao Yang Park de Vôlei de Praia Público: 6.000 Árbitro(s): SUI Jonas Personeni, CHN Lu Weiping |
| 14 de Agosto, 2008 11:00 | 21 -                          | Set 1 Set 2 Set 3 | 18 17 -                   | Arena Chao Yang Park de Vôlei de Praia Público: 6.000 Árbitro(s): SUI Jonas Personeni, CHN Lu Weiping |

### Grupo C
| Pos. | Equipa                    | Pts | V | D | PM  | PD  | PM / PD | SM | SD |
| ---- | ------------------------- | --- | - | - | --- | --- | ------- | -- | -- |
| 1    | AUS Barnett - Cook        | 6   | 3 | 0 | 143 | 113 | 1,265   | 6  | 1  |
| 2    | BRA Larissa - Ana Paula   | 5   | 2 | 1 | 156 | 139 | 1,122   | 4  | 4  |
| 3    | GEO Saka - Rtvelo         | 4   | 1 | 2 | 120 | 154 | 0,779   | 3  | 5  |
| 4    | RUS Uryadova - Shiryayeva | 3   | 0 | 3 | 140 | 157 | 0,892   | 3  | 6  |

| 9 de Agosto, 2008 12:00 | Barnett - Cook AUS | 2 – 1             | RUS Uryadova - Shiryayeva | Arena Chao Yang Park de Vôlei de Praia Público: 12.000 Árbitro(s): FRA Marc Berard, GER Marc Hagener |
| 9 de Agosto, 2008 12:00 | 21 19 15           | Set 1 Set 2 Set 3 | 8 21 12                   | Arena Chao Yang Park de Vôlei de Praia Público: 12.000 Árbitro(s): FRA Marc Berard, GER Marc Hagener |

| 9 de Agosto, 2008 20:00 | Larissa - Ana Paula BRA | 2 – 1             | GEO Saka - Rtvelo | Arena Chao Yang Park de Vôlei de Praia Público: 12.000 Árbitro(s): JPN Takashi Fujii, CAN Darryl Friesen |
| 9 de Agosto, 2008 20:00 | 23 21 15                | Set 1 Set 2 Set 3 | 25 17 5           | Arena Chao Yang Park de Vôlei de Praia Público: 12.000 Árbitro(s): JPN Takashi Fujii, CAN Darryl Friesen |

| 11 de Agosto, 2008 19:00 | Barnett - Cook AUS | 2 – 0             | GEO Saka - Rtvelo | Arena Chao Yang Park de Vôlei de Praia Público: 10.300 Árbitro(s): CHN Liu Hongyu, AUT Andrea Haas |
| 11 de Agosto, 2008 19:00 | 21 -               | Set 1 Set 2 Set 3 | 18 12 -           | Arena Chao Yang Park de Vôlei de Praia Público: 10.300 Árbitro(s): CHN Liu Hongyu, AUT Andrea Haas |

| 11 de Agosto, 2008 20:00 | Larissa - Ana Paula BRA | 2 – 1             | RUS Uryadova - Shiryayeva | Arena Chao Yang Park de Vôlei de Praia Público: 11.000 Árbitro(s): CHN Wang Leijun, NOR Geir Dahle |
| 11 de Agosto, 2008 20:00 | 19 21 15                | Set 1 Set 2 Set 3 | 21 12 13                  | Arena Chao Yang Park de Vôlei de Praia Público: 11.000 Árbitro(s): CHN Wang Leijun, NOR Geir Dahle |

| 13 de Agosto, 2008 10:00 | Uryadova - Shiryayeva RUS | 1 – 2             | GEO Saka - Rtvelo | Arena Chao Yang Park de Vôlei de Praia Público: 11.000 Árbitro(s): MEX Miguel Angel Ramirez, JPN Takashi Fujii |
| 13 de Agosto, 2008 10:00 | 21 20 12                  | Set 1 Set 2 Set 3 | 10 22 15          | Arena Chao Yang Park de Vôlei de Praia Público: 11.000 Árbitro(s): MEX Miguel Angel Ramirez, JPN Takashi Fujii |

| 13 de Agosto, 2008 12:00 | Larissa - Ana Paula BRA | 0 – 2             | AUS Barnett - Cook | Arena Chao Yang Park de Vôlei de Praia Público: 7.500 Árbitro(s): CAN Darryl Friesen, CHN Lu Weiping |
| 13 de Agosto, 2008 12:00 | 21 -                    | Set 1 Set 2 Set 3 | 23 -               | Arena Chao Yang Park de Vôlei de Praia Público: 7.500 Árbitro(s): CAN Darryl Friesen, CHN Lu Weiping |

### Grupo D
| Pos. | Equipa                           | Pts | V | D | PM  | PD  | PM / PD | SM | SD |
| ---- | -------------------------------- | --- | - | - | --- | --- | ------- | -- | -- |
| 1    | CHN Xue - Zhang Xi               | 6   | 3 | 0 | 139 | 105 | 1,324   | 6  | 1  |
| 2    | GER Goller - Ludwig              | 5   | 2 | 1 | 119 | 102 | 1,167   | 4  | 2  |
| 3    | GRE Koutroumanidou - Tsiartsiani | 4   | 1 | 2 | 127 | 120 | 1,058   | 3  | 4  |
| 4    | RSA Augoustides - Nel            | 3   | 0 | 3 | 68  | 126 | 0,540   | 0  | 6  |

| 10 de Agosto, 2008 18:00 | Goller - Ludwig GER | 2 – 0             | RSA Augoustides - Nel | Arena Chao Yang Park de Vôlei de Praia Público: 9.200 Árbitro(s): JPN Takashi Fujii, NOR Geir Dahle |
| 10 de Agosto, 2008 18:00 | 21 -                | Set 1 Set 2 Set 3 | 12 14 -               | Arena Chao Yang Park de Vôlei de Praia Público: 9.200 Árbitro(s): JPN Takashi Fujii, NOR Geir Dahle |

| 10 de Agosto, 2008 19:00 | Xue - Zhang Xi CHN | 2 – 1             | GRE Koutroumanidou - Tsiartsiani | Arena Chao Yang Park de Vôlei de Praia Público: 10.8000 Árbitro(s): BRA Maria Amelia Villas-Boas, AUT Andrea Haas |
| 10 de Agosto, 2008 19:00 | 21 19 15           | Set 1 Set 2 Set 3 | 18 21 12                         | Arena Chao Yang Park de Vôlei de Praia Público: 10.8000 Árbitro(s): BRA Maria Amelia Villas-Boas, AUT Andrea Haas |

| 12 de Agosto, 2008 11:00 | Koutroumanidou - Tsiartsiani GRE | 2 – 0             | RSA Augoustides - Nel | Arena Chao Yang Park de Vôlei de Praia Público: 7.800 Árbitro(s): MEX Miguel Angel Ramirez, SUI Jonas Personeni |
| 12 de Agosto, 2008 11:00 | 21 -                             | Set 1 Set 2 Set 3 | 12 8 -                | Arena Chao Yang Park de Vôlei de Praia Público: 7.800 Árbitro(s): MEX Miguel Angel Ramirez, SUI Jonas Personeni |

| 12 de Agosto, 2008 19:00 | Xue - Zhang Xi CHN | 2 – 0             | GER Goller - Ludwig | Arena Chao Yang Park de Vôlei de Praia Público: 11.600 Árbitro(s): BRA Maria Amelia Villas-Boas, CAN Darryl Friesen |
| 12 de Agosto, 2008 19:00 | 21 -               | Set 1 Set 2 Set 3 | 14 18 -             | Arena Chao Yang Park de Vôlei de Praia Público: 11.600 Árbitro(s): BRA Maria Amelia Villas-Boas, CAN Darryl Friesen |

| 14 de Agosto, 2008 10:00 | Xue - Zhang Xi CHN | 2 – 0             | RSA Augoustides - Nel | Arena Chao Yang Park de Vôlei de Praia Público: 9.100 Árbitro(s): GBR Damien Searle, JPN Takashi Fujii |
| 14 de Agosto, 2008 10:00 | 21 -               | Set 1 Set 2 Set 3 | 13 9 -                | Arena Chao Yang Park de Vôlei de Praia Público: 9.100 Árbitro(s): GBR Damien Searle, JPN Takashi Fujii |

| 14 de Agosto, 2008 14:00 | Goller - Ludwig GER | 2 – 0             | GRE Koutroumanidou - Tsiartsiani | Arena Chao Yang Park de Vôlei de Praia Público: 3.850 Árbitro(s): AUT Andrea Haas, FRA Marc Berard |
| 14 de Agosto, 2008 14:00 | 24 21 -             | Set 1 Set 2 Set 3 | 22 12 -                          | Arena Chao Yang Park de Vôlei de Praia Público: 3.850 Árbitro(s): AUT Andrea Haas, FRA Marc Berard |

### Grupo E
| Pos. | Equipa                          | Pts | V | D | PM  | PD  | PM / PD | SM | SD |
| ---- | ------------------------------- | --- | - | - | --- | --- | ------- | -- | -- |
| 1    | USA Branagh - Youngs            | 6   | 3 | 0 | 139 | 129 | 1,078   | 6  | 1  |
| 2    | GER Pohl - Rau                  | 5   | 2 | 1 | 117 | 115 | 1,017   | 4  | 2  |
| 3    | CUB Esteves Ribalta - M. Crespo | 4   | 1 | 2 | 130 | 117 | 1,111   | 3  | 4  |
| 4    | NED Kadijk - Mooren             | 3   | 0 | 3 | 107 | 132 | 0,811   | 0  | 6  |

| 9 de Agosto, 2008 18:00 | Branagh - Youngs USA | 2 – 0             | NED Kadijk - Mooren | Arena Chao Yang Park de Vôlei de Praia Público: 12.000 Árbitro(s): SUI Jonas Personeni, NOR Geir Dahle |
| 9 de Agosto, 2008 18:00 | 21 27 -              | Set 1 Set 2 Set 3 | 19 25 -             | Arena Chao Yang Park de Vôlei de Praia Público: 12.000 Árbitro(s): SUI Jonas Personeni, NOR Geir Dahle |

| 9 de Agosto, 2008 19:00 | Pohl - Rau GER | 2 – 0             | CUB Esteves Ribalta - M. Crespo | Arena Chao Yang Park de Vôlei de Praia Público: 12.000 Árbitro(s): BRA Maria Amelia Villas-Boas, CHN Liu Hongyu |
| 9 de Agosto, 2008 19:00 | 21 -           | Set 1 Set 2 Set 3 | 17 19 -                         | Arena Chao Yang Park de Vôlei de Praia Público: 12.000 Árbitro(s): BRA Maria Amelia Villas-Boas, CHN Liu Hongyu |

| 11 de Agosto, 2008 12:00 | Esteves Ribalta - M. Crespo CUB | 2 – 0             | NED Kadijk - Mooren | Arena Chao Yang Park de Vôlei de Praia Público: 5.800 Árbitro(s): FRA Marc Berard, NZL Richard Casutt |
| 11 de Agosto, 2008 12:00 | 21 -                            | Set 1 Set 2 Set 3 | 11 15 -             | Arena Chao Yang Park de Vôlei de Praia Público: 5.800 Árbitro(s): FRA Marc Berard, NZL Richard Casutt |

| 11 de Agosto, 2008 18:00 | Branagh - Youngs USA | 2 – 0             | GER Pohl - Rau | Arena Chao Yang Park de Vôlei de Praia Público: 8.200 Árbitro(s): NOR Geir Dahle, JPN Takashi Fujii |
| 11 de Agosto, 2008 18:00 | 21 -                 | Set 1 Set 2 Set 3 | 17 16 -        | Arena Chao Yang Park de Vôlei de Praia Público: 8.200 Árbitro(s): NOR Geir Dahle, JPN Takashi Fujii |

| 13 de Agosto, 2008 22:00 | Branagh - Youngs USA | 2 – 1             | CUB Esteves Ribalta - M. Crespo | Arena Chao Yang Park de Vôlei de Praia Público: 8.200 Árbitro(s): BRA Maria Amelia Villas-Boas, AUT Andrea Haas |
| 13 de Agosto, 2008 22:00 | 21 13 15             | Set 1 Set 2 Set 3 | 19 21 12                        | Arena Chao Yang Park de Vôlei de Praia Público: 8.200 Árbitro(s): BRA Maria Amelia Villas-Boas, AUT Andrea Haas |

| 13 de Agosto, 2008 23:00 | Pohl - Rau GER | 2 – 0             | NED Kadijk - Mooren | Arena Chao Yang Park de Vôlei de Praia Público: 2.800 Árbitro(s): CHN Wang Leijun, FRA Marc Berard |
| 13 de Agosto, 2008 23:00 | 21 -           | Set 1 Set 2 Set 3 | 19 18 -             | Arena Chao Yang Park de Vôlei de Praia Público: 2.800 Árbitro(s): CHN Wang Leijun, FRA Marc Berard |

### Grupo F
| Pos. | Equipa                     | Pts | V | D | PM  | PD  | PM / PD | SM | SD |
| ---- | -------------------------- | --- | - | - | --- | --- | ------- | -- | -- |
| 1    | BRA Talita - Renata        | 6   | 3 | 0 | 139 | 121 | 1,149   | 6  | 1  |
| 2    | AUT Schwaiger - Schwaiger  | 5   | 2 | 1 | 121 | 105 | 1,152   | 2  | 2  |
| 3    | MEX Candelas - García      | 4   | 1 | 2 | 124 | 146 | 0,849   | 3  | 5  |
| 4    | GRE Karantasiou - Arvaniti | 3   | 0 | 3 | 125 | 137 | 0,912   | 1  | 6  |

| 10 de Agosto, 2008 11:00 | Karantasiou - Arvaniti GRE | 0 – 2             | AUT Schwaiger - Schwaiger | Arena Chao Yang Park de Vôlei de Praia Público: 7.800 Árbitro(s): NZL Richard Casutt, GER Marc Hagener |
| 10 de Agosto, 2008 11:00 | 18 -                       | Set 1 Set 2 Set 3 | 21 -                      | Arena Chao Yang Park de Vôlei de Praia Público: 7.800 Árbitro(s): NZL Richard Casutt, GER Marc Hagener |

| 10 de Agosto, 2008 12:00 | Talita - Renata BRA | 2 – 1             | MEX Candelas - García | Arena Chao Yang Park de Vôlei de Praia Público: 6.190 Árbitro(s): SUI Jonas Personeni, GBR Damien Searle |
| 10 de Agosto, 2008 12:00 | 18 21 15            | Set 1 Set 2 Set 3 | 21 16 8               | Arena Chao Yang Park de Vôlei de Praia Público: 6.190 Árbitro(s): SUI Jonas Personeni, GBR Damien Searle |

| 12 de Agosto, 2008 14:00 | Karantasiou - Arvaniti GRE | 1 – 2             | MEX Candelas - García | Arena Chao Yang Park de Vôlei de Praia Público: 3.500 Árbitro(s): SUI Jonas Personeni, JPN Takashi Fujii |
| 12 de Agosto, 2008 14:00 | 17 21 12                   | Set 1 Set 2 Set 3 | 21 16 15              | Arena Chao Yang Park de Vôlei de Praia Público: 3.500 Árbitro(s): SUI Jonas Personeni, JPN Takashi Fujii |

| 12 de Agosto, 2008 20:00 | Talita - Renata BRA | 2 – 0             | AUT Schwaiger - Schwaiger | Arena Chao Yang Park de Vôlei de Praia Público: 7.600 Árbitro(s): CHN Wang Leijun, CHN Liu Hongyu |
| 12 de Agosto, 2008 20:00 | 21 -                | Set 1 Set 2 Set 3 | 18 19 -                   | Arena Chao Yang Park de Vôlei de Praia Público: 7.600 Árbitro(s): CHN Wang Leijun, CHN Liu Hongyu |

| 14 de Agosto, 2008 12:00 | Talita - Renata BRA | 2 – 0             | GRE Karantasiou - Arvaniti | Arena Chao Yang Park de Vôlei de Praia Público: 7.000 Árbitro(s): JPN Takashi Fujii, USA Glenn Sapp |
| 14 de Agosto, 2008 12:00 | 22 21 -             | Set 1 Set 2 Set 3 | 20 19 -                    | Arena Chao Yang Park de Vôlei de Praia Público: 7.000 Árbitro(s): JPN Takashi Fujii, USA Glenn Sapp |

| 14 de Agosto, 2008 13:00 | Schwaiger - Schwaiger AUT | 2 – 0             | MEX Candelas - García | Arena Chao Yang Park de Vôlei de Praia Público: 4.500 Árbitro(s): CHN Wang Leijun, NZL Richard Casutt |
| 14 de Agosto, 2008 13:00 | 21 -                      | Set 1 Set 2 Set 3 | 17 10 -               | Arena Chao Yang Park de Vôlei de Praia Público: 4.500 Árbitro(s): CHN Wang Leijun, NZL Richard Casutt |

### Melhor 3º lugar
As equipas classificadas em 3º lugar de cada grupo foram ordenadas por pontos (Pts). O desempate foi, na ordem, pela divisão dos pontos marcados (PM) pelos pontos sofridos (PD) e pelo ranking da FIVB. As duas equipas melhor posicionadas foram automaticamente classificadas para os oitavos-de-final. As outras quatro equipas fizeram dois jogos (3ª x 6ª e 4ª x 5ª) e os vencedores passaram para a próxima fase.
| Pos. | Equipa                           | Grupo | Pts | V | D | PM  | PD  | PM / PD | SM | SD | Rank |
| ---- | -------------------------------- | ----- | --- | - | - | --- | --- | ------- | -- | -- | ---- |
| 1    | CUB Esteves Ribalta - M. Crespo  | E     | 4   | 1 | 2 | 130 | 117 | 1,111   | 3  | 4  | 26   |
| 2    | GRE Koutroumanidou - Tsiartsiani | D     | 4   | 1 | 2 | 127 | 120 | 1,058   | 3  | 4  | 27   |
| 3    | BEL Van Breedam - Mouha          | A     | 4   | 1 | 2 | 135 | 134 | 1,007   | 3  | 4  | 25   |
| 4    | NOR Håkedal - Tørlen             | B     | 4   | 1 | 2 | 108 | 111 | 0,973   | 2  | 4  | 16   |
| 5    | MEX Candelas - García            | F     | 4   | 1 | 2 | 124 | 146 | 0,849   | 3  | 5  | 31   |
| 6    | GEO Saka - Rtvelo                | C     | 4   | 1 | 2 | 120 | 154 | 0,779   | 3  | 5  | 33   |

| 14 de Agosto, 2008 21:00 | Van Breedam - Mouha BEL | 2 – 0             | GEO Saka - Rtvelo | Arena Chao Yang Park de Vôlei de Praia Público: 120 Árbitro(s): CHN Wang Leijun, CHN Liu Hongyu |
| 14 de Agosto, 2008 21:00 | 21 -                    | Set 1 Set 2 Set 3 | 13 19 -           | Arena Chao Yang Park de Vôlei de Praia Público: 120 Árbitro(s): CHN Wang Leijun, CHN Liu Hongyu |

| 14 de Agosto, 2008 21:00 | Håkedal - Tørlen NOR | 2 – 1             | MEX Candelas - García | Arena Chao Yang Park de Vôlei de Praia Público: 3.500 Árbitro(s): BRA Maria Amelia Villas-Boas, CHN Lu Weiping |
| 14 de Agosto, 2008 21:00 | 20 21 15             | Set 1 Set 2 Set 3 | 22 12 11              | Arena Chao Yang Park de Vôlei de Praia Público: 3.500 Árbitro(s): BRA Maria Amelia Villas-Boas, CHN Lu Weiping |

## Fases finais

### Oitavos-de-final
| 15 de Agosto, 2008 9:00 | Van Breedam - Mouha BEL | 0 – 2             | USA Walsh - May-Treanor | Arena Chao Yang Park de Vôlei de Praia Público: 8.300 Árbitro(s): NZL Richard Casutt, GBR Damien Searle |
| 15 de Agosto, 2008 9:00 | 22 10 -                 | Set 1 Set 2 Set 3 | 24 21 -                 | Arena Chao Yang Park de Vôlei de Praia Público: 8.300 Árbitro(s): NZL Richard Casutt, GBR Damien Searle |

| 15 de Agosto, 2008 10:00 | Branagh - Youngs USA | 2 – 0             | CUB Fernández - Larrea Peraza | Arena Chao Yang Park de Vôlei de Praia Público: 10.200 Árbitro(s): SUI Jonas Personeni, NOR Geir Dahle |
| 15 de Agosto, 2008 10:00 | 21 -                 | Set 1 Set 2 Set 3 | 15 -                          | Arena Chao Yang Park de Vôlei de Praia Público: 10.200 Árbitro(s): SUI Jonas Personeni, NOR Geir Dahle |

| 15 de Agosto, 2008 11:00 | Tian Jia - Wang CHN | 2 – 0             | NOR Håkedal - Tørlen | Arena Chao Yang Park de Vôlei de Praia Público: 11.800 Árbitro(s): USA Glenn Sapp, MEX Miguel Angel Ramirez |
| 15 de Agosto, 2008 11:00 | 21 -                | Set 1 Set 2 Set 3 | 13 15 -              | Arena Chao Yang Park de Vôlei de Praia Público: 11.800 Árbitro(s): USA Glenn Sapp, MEX Miguel Angel Ramirez |

| 15 de Agosto, 2008 12:00 | Barnett - Cook AUS | 2 – 1             | GRE Koutroumanidou - Tsiartsiani | Arena Chao Yang Park de Vôlei de Praia Público: 7.000 Árbitro(s): AUT Andrea Haas, GER Marc Hagener |
| 15 de Agosto, 2008 12:00 | 22 19 15           | Set 1 Set 2 Set 3 | 20 21 12                         | Arena Chao Yang Park de Vôlei de Praia Público: 7.000 Árbitro(s): AUT Andrea Haas, GER Marc Hagener |

| 15 de Agosto, 2008 18:00 | Goller - Ludwig GER | 1 – 2             | AUT Schwaiger - Schwaiger | Arena Chao Yang Park de Vôlei de Praia Público: 9.200 Árbitro(s): BRA Maria Amelia Villas-Boas, CHN Liu Hongyu |
| 15 de Agosto, 2008 18:00 | 21 16               | Set 1 Set 2 Set 3 | 23 11 18                  | Arena Chao Yang Park de Vôlei de Praia Público: 9.200 Árbitro(s): BRA Maria Amelia Villas-Boas, CHN Liu Hongyu |

| 15 de Agosto, 2008 19:00 | Esteves Ribalta - M. Crespo CUB | 0 – 2             | CHN Xue - Zhang Xi | Arena Chao Yang Park de Vôlei de Praia Público: 11.800 Árbitro(s): ITA Stefano Cesare, FRA Marc Berard |
| 15 de Agosto, 2008 19:00 | 19 13 -                         | Set 1 Set 2 Set 3 | 21 -               | Arena Chao Yang Park de Vôlei de Praia Público: 11.800 Árbitro(s): ITA Stefano Cesare, FRA Marc Berard |

| 15 de Agosto, 2008 20:00 | Maaseide - Glesnes NOR | 1 – 2             | BRA Talita - Renata | Arena Chao Yang Park de Vôlei de Praia Público: 11.000 Árbitro(s): CHN Wang Leijun, JPN Takashi Fujii |
| 15 de Agosto, 2008 20:00 | 21 19 13               | Set 1 Set 2 Set 3 | 12 21 15            | Arena Chao Yang Park de Vôlei de Praia Público: 11.000 Árbitro(s): CHN Wang Leijun, JPN Takashi Fujii |

| 15 de Agosto, 2008 21:00 | Larissa - Ana Paula BRA | 2 – 0             | GER Pohl - Rau | Arena Chao Yang Park de Vôlei de Praia Público: 7.200 Árbitro(s): CAN Darryl Friesen, CHN Lu Weiping |
| 15 de Agosto, 2008 21:00 | 21 -                    | Set 1 Set 2 Set 3 | 18 14 -        | Arena Chao Yang Park de Vôlei de Praia Público: 7.200 Árbitro(s): CAN Darryl Friesen, CHN Lu Weiping |

### Quartos-de-final
|  | Quartos-de-final                    | Quartos-de-final                    |                                     |                     | Meias-finais       | Meias-finais      |  |  | Medalha de Ouro                     | Medalha de Ouro |
|  |                                     |                                     |                                     |                     |                    |                   |  |  |                                     |                 |
|  | 17 Ago, 2008 - Arena Chao Yang Park |                                     |                                     |                     |                    |                   |  |  |                                     |                 |
|  |                                     |                                     |                                     |                     |                    |                   |  |  |                                     |                 |
|  | CHN Tian Jia - Wang                 | 2                                   |                                     |                     |                    |                   |  |  |                                     |                 |
|  | CHN Tian Jia - Wang                 | 2                                   | 19 Ago, 2008 - Arena Chao Yang Park |                     |                    |                   |  |  |                                     |                 |
|  | AUT Schwaiger - Schwaiger           | 0                                   |                                     |                     |                    |                   |  |  |                                     |                 |
|  | AUT Schwaiger - Schwaiger           | 0                                   | CHN Tian Jia - Wang                 | 2                   |                    |                   |  |  |                                     |                 |
|  | 17 Ago, 2008 - Arena Chao Yang Park |                                     | CHN Tian Jia - Wang                 | 2                   |                    |                   |  |  |                                     |                 |
|  |                                     | CHN Xue - Zhang Xi                  | 1                                   |                     |                    |                   |  |  |                                     |                 |
|  | USA Branagh - Youngs                | CHN Xue - Zhang Xi                  | 1                                   | 0                   |                    |                   |  |  |                                     |                 |
|  | USA Branagh - Youngs                |                                     | 21 Ago, 2008 - Arena Chao Yang Park | 0                   |                    |                   |  |  |                                     |                 |
|  | CHN Xue - Zhang Xi                  | 2                                   |                                     |                     |                    |                   |  |  |                                     |                 |
|  | CHN Xue - Zhang Xi                  | 2                                   | CHN Tian Jia - Wang                 | 0                   |                    |                   |  |  |                                     |                 |
|  | 17 Ago, 2008 - Arena Chao Yang Park |                                     | CHN Tian Jia - Wang                 | 0                   |                    |                   |  |  |                                     |                 |
|  |                                     | USA Walsh - May-Treanor             | 2                                   |                     |                    |                   |  |  |                                     |                 |
|  | AUS Barnett - Cook                  | USA Walsh - May-Treanor             | 2                                   | 0                   |                    |                   |  |  |                                     |                 |
|  | AUS Barnett - Cook                  | 19 Ago, 2008 - Arena Chao Yang Park |                                     | 0                   |                    |                   |  |  |                                     |                 |
|  | BRA Talita - Renata                 | 2                                   |                                     |                     |                    |                   |  |  |                                     |                 |
|  | BRA Talita - Renata                 | 2                                   | BRA Talita - Renata                 | 0                   | Medalha de Bronze  | Medalha de Bronze |  |  |                                     |                 |
|  | 17 Ago, 2008 - Arena Chao Yang Park |                                     | BRA Talita - Renata                 | 0                   | Medalha de Bronze  | Medalha de Bronze |  |  |                                     |                 |
|  |                                     | USA Walsh - May-Treanor             | 2                                   |                     |                    |                   |  |  |                                     |                 |
|  | BRA Larissa - Ana Paula             | USA Walsh - May-Treanor             | 2                                   | 0                   | CHN Xue - Zhang Xi | 2                 |  |  |                                     |                 |
|  | BRA Larissa - Ana Paula             |                                     |                                     | 0                   | CHN Xue - Zhang Xi | 2                 |  |  |                                     |                 |
|  | USA Walsh - May-Treanor             | 2                                   |                                     | BRA Talita - Renata | 0                  |                   |  |  |                                     |                 |
|  | USA Walsh - May-Treanor             | 2                                   |                                     |                     | 0                  |                   |  |  |                                     |                 |
|  |                                     |                                     |                                     |                     |                    |                   |  |  | 21 Ago, 2008 - Arena Chao Yang Park |                 |
|  |                                     |                                     |                                     |                     |                    |                   |  |  |                                     |                 |

| 17 de Agosto, 2008 10:00 | Larissa - Ana Paula BRA | 0 – 2             | USA Walsh - May-Treanor | Arena Chao Yang Park de Vôlei de Praia Público: 10.000 Árbitro(s): AUT Andrea Haas, CHN Wang Leijun |
| 17 de Agosto, 2008 10:00 | 18 15 -                 | Set 1 Set 2 Set 3 | 21 -                    | Arena Chao Yang Park de Vôlei de Praia Público: 10.000 Árbitro(s): AUT Andrea Haas, CHN Wang Leijun |

| 17 de Agosto, 2008 11:00 | Tian Jia - Wang CHN | 2 – 0             | AUT Schwaiger - Schwaiger | Arena Chao Yang Park de Vôlei de Praia Público: 11.800 Árbitro(s): BRA Maria Amelia Villas-Boas, USA Glenn Sapp |
| 17 de Agosto, 2008 11:00 | 21 -                | Set 1 Set 2 Set 3 | 12 -                      | Arena Chao Yang Park de Vôlei de Praia Público: 11.800 Árbitro(s): BRA Maria Amelia Villas-Boas, USA Glenn Sapp |

| 17 de Agosto, 2008 20:00 | Branagh - Youngs USA | 0 – 2             | CHN Xue - Zhang Xi | Arena Chao Yang Park de Vôlei de Praia Público: 11.500 Árbitro(s): SUI Jonas Personeni, ITA Stefano Cesare |
| 17 de Agosto, 2008 20:00 | 17 13 -              | Set 1 Set 2 Set 3 | 21 -               | Arena Chao Yang Park de Vôlei de Praia Público: 11.500 Árbitro(s): SUI Jonas Personeni, ITA Stefano Cesare |

| 17 de Agosto, 2008 21:00 | Barnett - Cook AUS | 0 – 2             | BRA Talita - Renata | Arena Chao Yang Park de Vôlei de Praia Público: 11.800 Árbitro(s): FRA Marc Berard, CAN Darryl Friesen |
| 17 de Agosto, 2008 21:00 | 22 14 -            | Set 1 Set 2 Set 3 | 24 21 -             | Arena Chao Yang Park de Vôlei de Praia Público: 11.800 Árbitro(s): FRA Marc Berard, CAN Darryl Friesen |

### Semi-final
| 19 de Agosto, 2008 9:00 | Talita - Renata BRA | 0 – 2             | USA Walsh - May-Treanor | Arena Chao Yang Park de Vôlei de Praia Público: 8.000 Árbitro(s): NOR Geir Dahle, GBR Damien Searle |
| 19 de Agosto, 2008 9:00 | 12 14 -             | Set 1 Set 2 Set 3 | 21 -                    | Arena Chao Yang Park de Vôlei de Praia Público: 8.000 Árbitro(s): NOR Geir Dahle, GBR Damien Searle |

| 19 de Agosto, 2008 10:00 | Tian Jia - Wang CHN | 2 – 1             | CHN Xue - Zhang Xi | Arena Chao Yang Park de Vôlei de Praia Público: 11.800 Árbitro(s): SUI Jonas Personeni, MEX Miguel Angel Ramirez |
| 19 de Agosto, 2008 10:00 | 22 29 15            | Set 1 Set 2 Set 3 | 24 27 8            | Arena Chao Yang Park de Vôlei de Praia Público: 11.800 Árbitro(s): SUI Jonas Personeni, MEX Miguel Angel Ramirez |

### Medalha de Bronze
| 21 de Agosto, 2008 9:00 | Xue - Zhang Xi CHN | 2 – 0             | BRA Talita - Renata | Arena Chao Yang Park de Vôlei de Praia Público: 7.600 Árbitro(s): NOR Geir Dahle, GBR Damien Searle |
| 21 de Agosto, 2008 9:00 | 21 -               | Set 1 Set 2 Set 3 | 19 17 -             | Arena Chao Yang Park de Vôlei de Praia Público: 7.600 Árbitro(s): NOR Geir Dahle, GBR Damien Searle |

### Final
| 21 de Agosto, 2008 11:00 | Tian Jia - Wang CHN | 0 – 2             | USA Walsh - May-Treanor | Arena Chao Yang Park de Vôlei de Praia Público: 12.000 Árbitro(s): AUT Andrea Haas, BRA Maria Amelia Villas-Boas |
| 21 de Agosto, 2008 11:00 | 18 -                | Set 1 Set 2 Set 3 | 21 -                    | Arena Chao Yang Park de Vôlei de Praia Público: 12.000 Árbitro(s): AUT Andrea Haas, BRA Maria Amelia Villas-Boas |

## Classificação final
Esta foi a classificação após as 54 partidas realizadas:
| Pos. | Duplas                              | Nº de entrada |
| ---- | ----------------------------------- | ------------- |
|      | USA Walsh - May-Treanor             | 1             |
|      | CHN Tian Jia - Wang                 | 2             |
|      | CHN Xue - Zhang Xi                  | 4             |
| 4    | BRA Talita - Renata                 | 6             |
| 5    | AUS Barnett - Cook                  | 10            |
| 5    | AUT Schwaiger - Schwaiger           | 14            |
| 5    | BRA Larissa - Ana Paula             | 3             |
| 5    | USA Branagh - Youngs                | 5             |
| 9    | BEL Van Breedam - Mouha             | 15            |
| 9    | CUB Esteves Ribalta - M. Crespo     | 16            |
| 9    | CUB Fernández Grasset-Larrea Peraza | 13            |
| 9    | GER Goller - Ludwig                 | 8             |
| 9    | GER Pohl - Rau                      | 9             |
| 9    | GRE Koutroumanidou - Tsiartsiani    | 17            |
| 9    | NOR Maaseide - Glesnes              | 12            |
| 9    | NOR Håkedal - Tørlen                | 11            |
| 17   | GEO Saka - Rtvelo                   | 23            |
| 17   | MEX Candelas - García               | 21            |
| 19   | GRE Karantasiou - Arvaniti          | 7             |
| 19   | JPN Teru Saiki - Kusuhara           | 22            |
| 19   | NED Kadijk R. - Mooren              | 19            |
| 19   | RSA Augoustides - Nel               | 24            |
| 19   | RUS Uryadova - Shiryayeva           | 18            |
| 19   | SUI Kuhn - Schwer                   | 20            |